# Dyschoriste nyassica
Dyschoriste nyassica là một loài thực vật có hoa trong họ Ô rô. Loài này được Gilli mô tả khoa học đầu tiên năm 1973.